# جيانلوكا ليتيري
جيانلوكا ليتيري (بالإيطالية: Gianluca Litteri) (6 يونيو 1988 بقطانية في إيطاليا - ) هو لاعب كرة قدم إيطالي في مركز الهجوم. لعب مع إنتر ميلان وسلافيا براغ ونادي ترنانا ونادي ساليرنيتانا ونادي سيتاديلا ونادي فيتشينزا ولاتينا كالتشيو ونادي فيرتوس إينتيلا وASD Giarre Calcio 1946 ‏.

## روابط خارجية
- جيانلوكا ليتيري على موقع قاعدة بيانات كرة القدم.إي يو (الإنجليزية)
- جيانلوكا ليتيري على موقع Soccerway.com (الإنجليزية)
- جيانلوكا ليتيري على موقع عالم كرة القدم.نت (الإنجليزية)